# Șanțul precentral

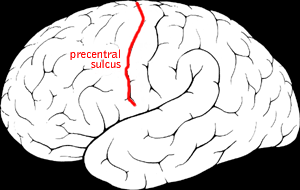
Șanțul precentral

Șanțul precentral (Sulcus precentralis), sau șanțul prerolandic, șanțul vertical (Sulcus verticalis) este un șanț vertical întrerupt, paralel cu șanțul central, pe fața laterală convexă a emisferei cerebrale, care delimitează anterior girusul precentral de restul lobului frontal. Șanțul precentral se află anterior de șanțul central și este întrerupt de piciorul de inserție a girusului frontal mijlociu pe girusul precentral, care îl împarte în 2 segmente: segmentul superior (șanțul precentral superior, Sulcus precentralis superior), și segmentul inferior (șanțul precentral inferior, Sulcus precentralis inferior).
Șanțul precentral limitează anterior girusul precentral; el ia naștere jos în unghiul format de ramura ascendentă și ramura posterioară a șanțului lateral, de care este întotdeauna separat de un pliu anastomotic mai mult sau mai puțin subțire, situat uneori adânc în șanțul lateral - pliul de inserție a girusului frontal inferior pe girusul precentral (partea operculară a girusului frontal inferior). De aici, șanțul precentral se îndreaptă oblic în sus și înapoi, paralel cu șanțul central Rolando, dar ajunge numai foarte rar la fisura longitudinală a creierului. 
Șanțul precentral este adesea întrerupt de numeroase pliuri de anastomoză, superficiale sau profunde, din care principalele sunt constituite de picioarele de inserție ale girusului frontal superior și girusului frontal mijlociu. Când aceste două pliuri de inserție sunt profunde, șanțul precentral se extinde de la vecinătatea șanțului lateral Sylvius la fisura longitudinală a creierului, și poate fi confundat la o examinare superficială cu șanțul central Rolando a cărui direcție o urmează. Însă aceste pliuri de inserție sunt cel mai adesea superficiale. Șanțul precentral este divizat de pliul de inserție a girusului frontal mijlociu în două segmente, unul inferior, altul superior. La unele persoane acest pliu de inserție dispare, în acest caz șanțul precentral este complet, adică neîntrerupt. Unii autori descriu acest șanț ca fiind format din ramurile posterioare de bifurcație (ramuri ascendente, respectiv descendente) ale șanțului frontal superior și șanțului frontal inferior.
Segmentul inferior (șanțul precentral inferior, șanțul prerolandic inferior, Sulcus precentralis inferior), este cel mai lung și cel mai important, paralel cu genunchiul inferior a șanțului central Rolando, comunică, în general cu șanțul frontal inferior și șanțul frontal mijlociu. Atunci când girusul frontal inferior se inserează pe girusul precentral prin două picioare de inserție superficiale, segmentul inferior se reduce la o singură incizură scurtă. Segmentul inferior separă girusul precentral de girusul frontal inferior și partea inferioară a girusului frontal mijlociu. 
Segmentul superior (șanțul precentral superior, șanțul prerolandic superior, Sulcus precentralis superior), mai mic decât cel inferior, comunică cu șanțul frontal superior. Cu toate acestea, el poate deveni predominant, ajungând și chiar depășind în lungime segmentul inferior pe care îl compensează. Partea mijlocie a segmentului superior este opusă genunchiul superior a șanțului central. Segmentul superior separă girusul precentral de girusul frontal superior și partea superioară a girusului frontal mijlociu. 